# Ячменьова
Ячменьо́ва (рос. Ячменёва) — присілок у складі Алапаєвського міського округу (Верхня Синячиха) Свердловської області.
Населення — 213 осіб (2010, 229 у 2002).
Національний склад населення станом на 2002 рік: росіяни — 97 %.